# المحتالين واللصوص
"حزب المحتالين واللصوص" (الروسية: Партия жуликов и воров, رومنة: Partiya zhulikov i vorov, abbr. ПЖиВ, PZhiV) هو تعبير شائع بين المعارضة في روسيا، ويُستخدم للإشارة إلى حزب روسيا الموحدة الحاكم، بقيادة فلاديمير بوتين. صاغه وروج له المدون والناشط المناهض للفساد أليكسي نافالني في فبراير/شباط 2011.

## الأصل
في عام 2013، ادعى السياسي اليميني المتطرف فلاديمير جيرينوفسكي، في حديثه إلى صدى موسكو، أنه استخدم هذا التعبير في عام 2009. في عام 2010، وصف السياسي الليبرالي بوريس نيمتسوف، في حديثه إلى راديو ليبرتي، حزب روسيا المتحدة بأنه "حزب من اللصوص والمسؤولين الفاسدين".
في 2 فبراير/شباط 2011، في مقابلة مع محطة إذاعة فينام إف إم، أجاب المدون والناشط في مكافحة الفساد أليكسي نافالني على سؤال حول حزب روسيا المتحدة:
| المحتالين واللصوص | لديّ انطباع سيء جدًا عن حزب روسيا الموحدة. روسيا الموحدة حزب الفساد، حزب اللصوص والمحتالين. | المحتالين واللصوص |

ظهرت الترجمة الإنجليزية لـ "حزب المحتالين واللصوص" لأول مرة في مقال في مجلة "نيويوركر" بتاريخ 4 أبريل 2011، بقلم الصحفية الأمريكية المولودة في روسيا جوليا إيفي. وقد استخدم هذا التعبير أيضًا في مجلة "ذي إيكونوميست" في شهري أكتوبر وديسمبر 2011.

## روابط خارجية
- Net Impact. One man’s cyber-crusade against Russian corruption. – The New Yorker, the first article about the popular expression in Western media